# Odaia Manolache
Odaia Manolache – wieś w Rumunii, w okręgu Gałacz, w gminie Vânători. W 2011 roku liczyła 1658 mieszkańców.